# Drožžanovskij rajon
Il Drožžanovskij rajon (in russo Дрожжановский район?, in tataro: Чүпрәле районы; in ciuvascio: Çĕпрел районĕ) è un municipal'nyj rajon della Repubblica Autonoma del Tatarstan, in Russia. Istituito il 10 agosto 1930, occupa una superficie di 1 029,5 chilometri quadrati, conta 20 994 abitanti ed è suddiviso in 19 comuni rurali. Il centro amministrativo è il villaggio di Staroe Drožžanoe.